# Know Thy Wife
Know Thy Wife er en amerikansk stumfilm fra 1918 af Al Christie.

## Medvirkende
- Dorothy Devore - Betty Browning
- Leota Lorraine - Lillian
- Earle Rodney - Bob Browning